# Здравеопазване
 Тази статия е за цялостната система за защита на човешкото здраве.  За икономическата дейност вижте Хуманно здравеопазване.  
Здравеопазването е защита и опазване на човешкото здраве чрез превенция, диагностициране, терапия на заболявания и травми както и други физически и ментални увреждания при хората. Здравните грижи се извършват от здравни специалисти (парамедици или практикуващи лекари) в свързаните с тях области на здравеопазването. Лекарите и придружаващите медицински екипи са част от тези здравни специалисти. Денталната медицина, акушерството, сестринското дело, медицината, оптометрията, аудиологията, трудовата терапия, физиотерапията, психологията, фармацевтиката както и други здравни професии всички те са част от здравеопазването. Включително работа по предоставяне на доболнична, болнична и извънболнична помощ, както и гарантиране на общественото здраве.
Здравеопазването включва всички артикули и услуги, направени така, че да допринасят за повишаването на степента на здравето, включително „превантивни, лечителни и палиативни интервенции, независимо дали по отношение на отделни индивиди или населения“ .
Когато става дума за здравния сектор в него за здравеопазването се грижат различни типове професионалисти (медици, зъботехници, медицински сестри, терапевти, фармацевти, психолози, оптометристи – които преглеждат зрението и т.н.), здравни заведения като медицински центрове, поликлиники, болници, медицински лаборатории, като предоставящ услуги в здравеопазването може да е Здравното министерство или частни здравни организации, дружества и т.н.

## Сфера
- Спешната медицина е специалност в медицината, която се фокусира върху диагностиката и лечението на острите заболявания и травми, които се нуждаят от незабавна медицинска грижа и внимание. И макар че спешната медицина не осигурява продължително лечение, при нея могат да се диагностицират голям обсег от патологии, върху които могат да се приложат бързи мерки за стабилизиране. Специалистите на бърза помощ практикуват в специални болнични звена (напр. Пирогов) или медицински центрове, които поддържат денонощно медицинско обслужване.
- Лечението на хроничните заболявания се преподава на специалисти, които ще се грижат за хроничните оплаквания на пациентите.
- Сигурност за пациента е нова дисциплина в здравеопазването, която набляга върху рапортуването, анализирането и превенцията на медицински грешки, които често водят до вредни и неблагоприятни здравни събития. Честотата и магнитуда на избягването на вредни здравни събития за пациентите не е добре познато преди 1990, когато няколо страни започват да съобщават за брой пациенти, наранени или убити поради медицинска грешка. Разбирането добре на въпросит по сигурността на пациента повлиява 1 от 10 случаи в цели свят. В действителност сигурността на пациента възниква као отделна дисциплина в здравната грижа, поддържана от още недоразвити научни рамки, тоест съществува един трансдисциплинарен корпус от теоретични идеи и изследвания, който информира за науката за сигурността на пацинента.

### Сгради
Някои сгради обслужват и поддържат здравето на хората, други се грижат изцяло за здравето в дадена област. Някои от тях са:
- Болници
- Поликлиники
- Лекарски кабинети (т.е. при личния лекар)
- Санаториуми
- Минерални бази
- Комуни
- Психиатрични клиники
- Аптеки

Други хора и сгради се грижат за производството на медикаменти (билкари, фармацевтични компании и др.). В България по собственост сградите биват частни и държавни.

## История

### Съвременна медицина и здравеопазване
Медицината е напреднала много благодарение на множество открития в биологията, физиката и химията. В днешно време е нормално една държава да има министерство на здравеопазването. Всяка или почти всяка страна си има телефони за бърза помощ. В медицинските университети с медицинска специалност (лекар и др.) се полага т.нар. хипократова клетва. За България едно от изискванията за бъдещ шофьор е той да знае как да оказва първа помощ и да има медицинска аптечка в колата си.

## Здравеопазване в различните страни

### Канада
Здравноосигурителната система в Канада се казва Medicare и се финансира чрез задължителни здравни осигуровки.

### Куба
Кубинското здравеопазване е напълно безплатно и изцяло държавно, като Куба поддържа най-високо ниво на продължителност на живота за американския континент .

### Франция
Във Франция лекарите получават финансиране от застрахователните дружества, но в същото време имат право сами да определят цената, която искат за лечението. Застрахователната компания от своя страна определя максимална стойност за медицинските грижи, която е готова да плати, и ако пациентът избере лекар, който иска по-високо заплащане, застрахователното дружество плаща определената от него стойност, а останалото се доплаща от пациента.

### САЩ
В САЩ здравеопазването в последните години (при президента Барак Обама) е обект на множество дебати и усилия за подобрение и модернизиране, например в новия проектозакон за здравеопазване на САЩ (Patient Protection and Affordable Care Act (ACA) известен и като Obamacare) са включени акупунктура и други алтернативни методи за лечение.

## Здравеопазване в България
Според Световната здравна организация за 1997 година България се нарежда на 92-ро място по резултати на лечението и на 102-ро място, когато се включат фактори като ефективност на разходите и качество на образованието. Към 2003 г. в България има 288 128 лекари (без зъболекари) или към 3.56 лекари на 1000 души. Раждаемостта в страната непрекъснато спада и е най-ниската в Европа с 8.6 на хиляда през 2001 г. (14.5 през 1980).
Продължителността на живота в началото на 70-те години на 20 век е сравнително висока и се равнява на средната за Европейския съюз. Тенденцията към бавно влошаване се засилва в началото на 90-те г., когато продължителността на живота намалява 1,5 пъти. Въпреки че голяма част от този спад е преодоляна през 1999 г., числата остават по-ниски от тези през 70-те г. и под средните за Европейския съюз и другите държави-кандидатки от Източна Европа.  Чести причини за смъртността в последните години са сърдечно-съдовите заболявания.

### Критика
Много от българските лекари практикуват, като искат заплащане пряко от пациентите или понякога имат договори с НЗОК, но в същото време често лекуват срещу определена от тях такса, когато пациентът не е взел направление от НЗОК. Риск в така създадената система е това, че по този начин един лекар може да бъде прекалено зает с пациенти, лекуващи се със свои лични средства, и да откаже лечение на пациенти, които са здравно осигурени и предпочитат да бъдат финансирани от Здравната каса, а съществува и риск от корупция.
Проблемът би могъл да се разреши, ако на лекарите, сключили договор с НЗОК, бъде забранено да получават допълнително финансиране от пациентите – в такъв случай злоупотреба би означавала безусловно корупция и лекарят подлежи на съдебно преследване. В някои държави съществува това правило, докато в други то не е практика (например във Франция – виж по-горе Здравеопазване в различните страни, Франция)